# Mary Beard
Winifred Mary Beard, née le 1er janvier 1955, est une historienne britannique.
Elle est professeure de littérature ancienne à l'université de Cambridge puis à la Royal Academy of Arts. Elle est aussi chargée de l'édition des œuvres classiques pour le supplément littéraire du Times, et elle écrit régulièrement un blog pour ce journal, Don's Life. Ses fréquentes apparitions dans les médias et ses déclarations publiques l'ont conduite à devenir l'une des personnalités féminines les plus connues de Grande-Bretagne.

## Biographie

### Origines et études
Mary Beard est née le 1er janvier 1955 à Much Wenlock (Shropshire). Elle est fille unique. Sa mère, Joyce Emily Beard, est une directrice d'école et une fervente lectrice. Son père, Roy Whitbread Beard, travaille comme architecte à Shrewsbury. Elle effectue ses études à la Shrewsbury High School, une école privée pour filles. Durant l'été, elle participe à des fouilles archéologiques. À dix-huit ans, elle est admise au Newnham College. Elle a aussi envisagé d'intégrer le King's College à Cambridge, mais renonce quand elle apprend que le collège n'offre pas de bourses aux femmes.
Elle devient féministe, ce qui la marquera pour le reste de sa vie.
Elle obtient un Bachelor of Arts, bientôt converti en Master of Arts,. En 1982, elle soutient une thèse à l'université de Cambridge intitulée The state religion in the late Roman Republic: a study based on the works of Cicero (« La religion de l’État à la fin de la République Romaine : une étude basée sur les œuvres de Cicéron »).

### Carrière et interventions publiques
Entre 1979 et 1983, elle enseigne la littérature ancienne au King's College de Londres. Elle retourne à Cambridge en 1984, au Newnham College, où elle est la seule femme professeur de la faculté de littérature ancienne. Rome à la Fin de la République, qu'elle a co-écrit avec l'historien Michael Crawford, est publié la même année. En 1992, elle accède à des responsabilités éditoriales au département des lettres classiques du Times Literary Supplement. En 1994, elle fait sa première apparition à la télévision pour la BBC, dans l'émission Weird Thoughts, aux côtés de Jenny Randles et James Randi.
Peu de temps après les attentats du 11 septembre 2001 sur le World Trade Center, elle est invitée avec d'autres auteurs à réagir à ce sujet dans la revue London Review of Books. Elle émet l'idée que les États-Unis payent en partie par cet événement terroriste, leur politique étrangère : « quelles que soient les formes qu'on y mette, les États-Unis l'ont bien cherché ». [...] Nous sommes à l'origine des problèmes du monde - impérialisme, exploitation, mondialisation [...] De ce point de vue, si les États-Unis n'avaient pas semé la folie meurtrière, propulsé leur puissance et leurs missiles de croisière à Panama, au Soudan, en Irak et en Afghanistan, nous ne subirions pas un châtiment aussi cruel »,.
En 2004, elle devient professeure de littérature ancienne à l'université de Cambridge. En 2008-2009, elle est Visiting Sather Professor of Classical Literature à l'université de Californie à Berkeley.
Elle intervient dans les médias sur des sujets très divers, par exemple sur la question des immigrés pour l'émission de la BBC Question Time en janvier 2013,. Elle affirme son droit d'exprimer publiquement et avec authenticité des opinions impopulaires.
En avril 2013, elle est nommée professeure de littérature ancienne à la Royal Academy of Arts. Le 4 août 2013, elle est menacée sur Twitter. En août 2014, elle est l'une des 200 personnalités publiques signataires d'une lettre parue dans le journal The Guardian, exprimant leur espoir que l'Écosse vote pour continuer à faire partie du Royaume-Uni en septembre, lors du référendum portant sur cette question.
En 2017, elle émet des doutes sur l'intérêt de faire disparaître une statue de Cecil Rhodes présente sur la façade du bâtiment d’Oriel College, à Oxford, indiquant que la bataille contre les idées de Rhodes ne se gagnerait pas en faisant comme s'il n'avait jamais existé. Elle intervient aussi sur les réseaux sociaux à propos d'un dessin animé de la BBC, Roman Britain, faisant apparaître dans ses personnages un soldat de l'armée romaine noir, marié à une femme blanche, avec des enfants métis : le dessin animé est notamment critiqué par des militants américains de droite radicale. Mary Beard répond à ces accusations : « Une chose est sûre, l’Empire romain, dont la Grande-Bretagne, était culturellement et ethniquement divers ». Le statisticien Nassim Nicholas Taleb estime que Mary Beard raconte « des foutaises », la BBC ne faisant selon lui qu'appliquer « des quotas rétrospectivement », ce à quoi Mary Beard répond en réaffirmant la nécessité de se « battre non seulement pour la vérité sur la Grande-Bretagne romaine, mais aussi pour le privilège de débattre avec courtoisie ».
Elle reçoit en 2016 le prix Princesse des Asturies en sciences sociales. En 2018-2019, Mary Beard est invitée à Édimbourg pour la tenue des Gifford Lectures.

## Ouvrages
- Pompéi, Seuil, 2008.
- SPQR. Histoire de l'ancienne Rome, Perrin, 2016.
- Les Femmes et le pouvoir : un manifeste, Perrin, 2018.
- Le Colisée, Tallandier, 2019.
- Le Parthénon, Tallandier, 2020.
- Imperator : une histoire des empereurs romains, Seuil, 2024